# Plamena Mitkova
Plamena Mitkova (in bulgaro Пламена Миткова?; Plovdiv, 18 settembre 2004) è una lunghista bulgara, campionessa mondiale under 20 a Cali 2022.

## Progressione

### Salto in lungo
| Stagione | Misura | Luogo          | Data      | Rank. Mond. |
| -------- | ------ | -------------- | --------- | ----------- |
| 2024     | 6,97 m | Veliko Tărnovo | 30-6-2024 |             |
| 2023     | 6,54 m | Sofia          | 20-5-2023 |             |
| 2022     | 6,66 m | Cali           | 5-8-2022  |             |
| 2021     | 6,16 m | Sofia          | 3-7-2021  |             |
| 2020     | 6,00 m | Sofia          | 25-7-2020 |             |
| 2019     | 5,74 m | Sofia          | 7-7-2019  |             |

### Salto in lungo indoor
| Stagione | Misura | Luogo   | Data      | Rank. Mond. |
| -------- | ------ | ------- | --------- | ----------- |
| 2024/25  | 6,70 m | Berlino | 14-2-2025 |             |
| 2022/23  | 6,35 m | Sofia   | 29-1-2023 |             |
| 2021/22  | 6,30 m | Sofia   | 22-1-2022 |             |
| 2020/21  | 6,21 m | Sofia   | 16-1-2021 |             |
| 2019/20  | 5,96 m | Sofia   | 11-1-2020 |             |
| 2018/19  | 5,40 m | Sofia   | 19-1-2019 |             |

## Palmarès
| Anno | Manifestazione  | Sede        | Evento         | Risultato | Prestazione | Note                          |
| ---- | --------------- | ----------- | -------------- | --------- | ----------- | ----------------------------- |
| 2021 | Europei U20     | Tallinn     | Salto in lungo | 6ª        | 6,36 m      |                               |
| 2022 | Mondiali U20    | Cali        | Salto in lungo | Oro       | 6,66 m      | [ 1 ]                         |
| 2023 | Europei         | Istanbul    | Salto in lungo | 17ª (q)   | 6,25 m      |                               |
| 2023 | Europei U20     | Gerusalemme | Salto in lungo | Argento   | 6,54 m      |                               |
| 2024 | Europei         | Roma        | Salto in lungo | 7ª        | 6,80 m      | Miglior prestazione personale |
| 2024 | Giochi olimpici | Parigi      | Salto in lungo | 19ª (q)   | 6,45 m      |                               |
| 2025 | Europei indoor  | Apeldoorn   | Salto in lungo | 6ª        | 6,63 m      |                               |
| 2025 | Mondiali indoor | Nanchino    | Salto in lungo | 4ª        | 6,63 m      |                               |

## Campionati nazionali
- 2 volte campionessa nazionale bulgara del salto in lungo indoor (2022, 2023)
- 1 volta campionessa nazionale bulgara nella staffetta 4x100 m (2020)
- 1 volta campionessa nazionale bulgara del salto triplo indoor (2022)
- 1 volta campionessa nazionale bulgara del salto in lungo (2022)

2020
- Oro ai campionati bulgari (Sofia), staffetta 4x100 m - 47"21

2022
- Oro ai campionati bulgari indoor (Sofia), salto in lungo - 6,27 m
- Oro ai campionati bulgari indoor (Sofia), salto triplo - 13,30 m
- Oro ai campionati bulgari (Veliko Tarnovo), salto in lungo - 6,19 m

2023
- Oro ai campionati bulgari indoor (Sofia), salto in lungo - 6,35 m

## Altre competizioni internazionali
2021
- Argento  ai campionati balcanici juniores indoor ( Sofia), salto in lungo - 6,06 m
- 8ª ai campionati balcanici juniores ( Istanbul), 100 m piani - 12"26
- Bronzo  ai campionati balcanici juniores ( Istanbul), salto in lungo - 6,00 m

2022
- Argento  ai campionati balcanici juniores indoor ( Belgrado), salto in lungo - 6,22 m
- 4ª ai campionati balcanici ( Craiova), salto in lungo - 6,51 m
- 5ª ai campionati balcanici juniores ( Denizli), salto in lungo - 5,86 m

2023
- 5ª ai Campionati europei a squadre - Seconda divisione, ( Chorzów), salto in lungo - 6,42 m